# Mixosauria
Los mixosaurios fueron un grupo primitivo de ictiosaurios, que vivieron entre hace 250 a 230 millones de años, durante el período Triásico. Los fósiles de mixosaurios han sido hallados en varias partes del mundo: China, Timor, Indonesia, Italia, Alemania, Spitsbergen, Suiza, Svalbard, Canadá, Alaska y Nevada.
Cladograma basado en Motani (1999), Maisch y Matzke (2000), y Jiang, Schmitz, Hao & Sun (2006), con los nombres de clados y de géneros según la taxonomía de Maisch (2010):
|  | Barracudasauroides                                                                  |
|  |                                                                                     |
|  | \| \| Mixosaurus cornalianus \| \| \| \| \| \| Mixosaurus kuhnschnyderi \| \| \| \| |
|  |                                                                                     |
|  | Mixosaurus cornalianus                                                              |
|  |                                                                                     |
|  | Mixosaurus kuhnschnyderi                                                            |
|  |                                                                                     |

|  | Mixosaurus cornalianus   |
|  |                          |
|  | Mixosaurus kuhnschnyderi |
|  |                          |

|  | Contectopalatus                                                            |
|  |                                                                            |
|  | \| \| Phalarodon callawayi \| \| \| \| \| \| Phalarodon fraasi \| \| \| \| |
|  |                                                                            |
|  | Phalarodon callawayi                                                       |
|  |                                                                            |
|  | Phalarodon fraasi                                                          |
|  |                                                                            |

|  | Phalarodon callawayi |
|  |                      |
|  | Phalarodon fraasi    |
|  |                      |

|  | Barracudasauroides                                                                  |
|  |                                                                                     |
|  | \| \| Mixosaurus cornalianus \| \| \| \| \| \| Mixosaurus kuhnschnyderi \| \| \| \| |
|  |                                                                                     |
|  | Mixosaurus cornalianus                                                              |
|  |                                                                                     |
|  | Mixosaurus kuhnschnyderi                                                            |
|  |                                                                                     |

|  | Mixosaurus cornalianus   |
|  |                          |
|  | Mixosaurus kuhnschnyderi |
|  |                          |

|  | Contectopalatus                                                            |
|  |                                                                            |
|  | \| \| Phalarodon callawayi \| \| \| \| \| \| Phalarodon fraasi \| \| \| \| |
|  |                                                                            |
|  | Phalarodon callawayi                                                       |
|  |                                                                            |
|  | Phalarodon fraasi                                                          |
|  |                                                                            |

|  | Phalarodon callawayi |
|  |                      |
|  | Phalarodon fraasi    |
|  |                      |

|  | Barracudasauroides                                                                  |
|  |                                                                                     |
|  | \| \| Mixosaurus cornalianus \| \| \| \| \| \| Mixosaurus kuhnschnyderi \| \| \| \| |
|  |                                                                                     |
|  | Mixosaurus cornalianus                                                              |
|  |                                                                                     |
|  | Mixosaurus kuhnschnyderi                                                            |
|  |                                                                                     |

|  | Mixosaurus cornalianus   |
|  |                          |
|  | Mixosaurus kuhnschnyderi |
|  |                          |

|  | Contectopalatus                                                            |
|  |                                                                            |
|  | \| \| Phalarodon callawayi \| \| \| \| \| \| Phalarodon fraasi \| \| \| \| |
|  |                                                                            |
|  | Phalarodon callawayi                                                       |
|  |                                                                            |
|  | Phalarodon fraasi                                                          |
|  |                                                                            |

|  | Phalarodon callawayi |
|  |                      |
|  | Phalarodon fraasi    |
|  |                      |

|  | Barracudasauroides                                                                  |
|  |                                                                                     |
|  | \| \| Mixosaurus cornalianus \| \| \| \| \| \| Mixosaurus kuhnschnyderi \| \| \| \| |
|  |                                                                                     |
|  | Mixosaurus cornalianus                                                              |
|  |                                                                                     |
|  | Mixosaurus kuhnschnyderi                                                            |
|  |                                                                                     |

|  | Mixosaurus cornalianus   |
|  |                          |
|  | Mixosaurus kuhnschnyderi |
|  |                          |

|  | Contectopalatus                                                            |
|  |                                                                            |
|  | \| \| Phalarodon callawayi \| \| \| \| \| \| Phalarodon fraasi \| \| \| \| |
|  |                                                                            |
|  | Phalarodon callawayi                                                       |
|  |                                                                            |
|  | Phalarodon fraasi                                                          |
|  |                                                                            |

|  | Phalarodon callawayi |
|  |                      |
|  | Phalarodon fraasi    |
|  |                      |